# Reimer Hansen (Heimatforscher)

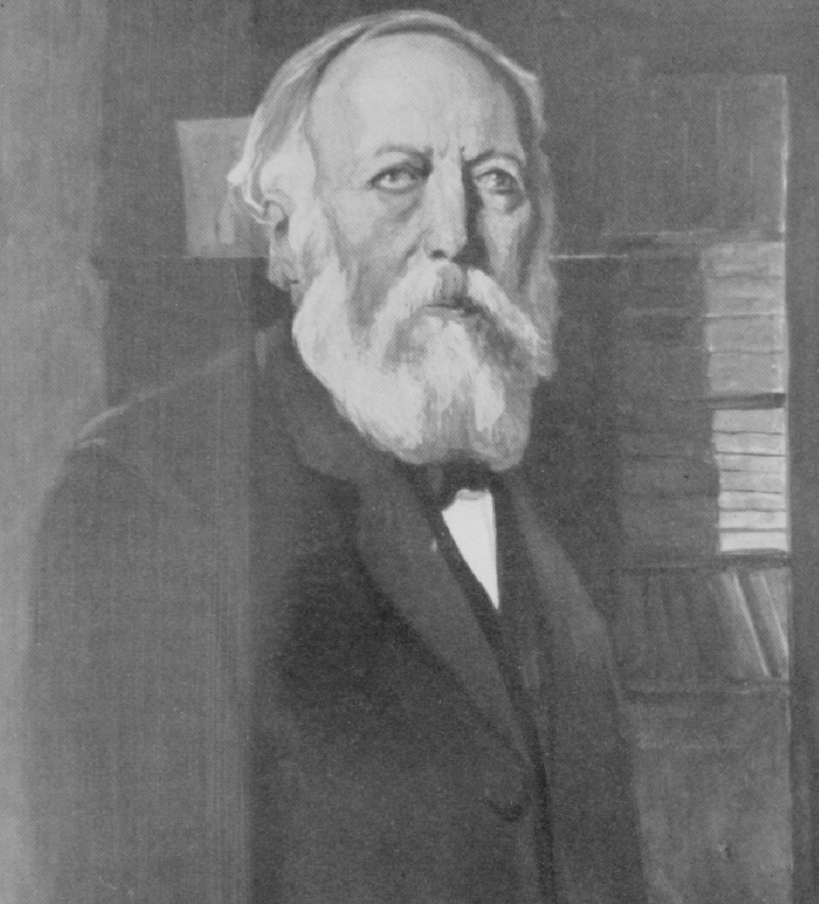
Reimer Hansen

Reimer Heinrich Hansen (* 29. Januar 1853 in Wellinghusen; † 2. Oktober 1926 in Bad Oldesloe) war ein deutscher Lehrer, Historiker und Heimatforscher.

## Leben
Hansen besuchte ab 1859 die Volksschule und ab 1869 die Meldorfer Gelehrtenschule. Nach bestandener Reifeprüfung im Februar 1872 ging er an die Universität Kiel, wo er Philologie und Geschichte studierte. Obwohl er gerne eine akademische Laufbahn eingeschlagen hätte, begann er im sechsten Semester, sich auf das Oberlehrerexamen vorzubereiten. Am 21. März 1876 promovierte er mit der Arbeit De gentibus in Ponto orientali inde a Thermodonte fluvio ad Phasim usque habitantibus; am 15. Juli desselben Jahres bestand er das Staatsexamen für die Fächer Latein, Griechisch, Geschichte, Geographie, philosophische Propädeutik und Hebräisch für alle Klassen. Im Anschluss ging er als Probekandidat nach Mühlhausen an die höhere Bürgerschule, wo er schließlich auch als Hilfslehrer tätig war. Ostern 1878 wechselte er als Oberlehrer an das Gymnasium in Sondershausen und im Herbst 1883 an das Realprogymnasium (später Real- und Oberrealschule) zu Oldesloe, wo er bis zu seinem Ausscheiden am 1. Oktober 1920 unterrichtete.
Hansen verfasste im Laufe seines Lebens neben seiner Berufsarbeit zahlreiche Schriften und Aufsätze auf dem Gebiet der Klassischen Philologie sowie zur Geschichte Schleswig-Holsteins. In Bad Oldesloe ist die Reimer-Hansen-Straße nach ihm benannt.

## Werk (Auszug)
Siehe auch das im Nachruf von Volquart Pauls aufgeführte Schriftenverzeichnis (unten unter Literatur).
- Zur Geschichte des Plattdeutschen in Schleswig-Holtein. Vortrag auf der zweiten Generalversammlung zu Oldesloe am 9. Juni 1892. In: Die Heimat. Monatsschrift des Vereins zur Pflege der Natur- und Landeskunde in Schleswig-Holstein, Hamburg und Lübeck. Bd. 2 (1892), Heft 9–10, September–Oktober 1892, S. 177–186 (Digitalisat).
- Beiträge zur Geschichte und Geographie Nordfrieslands im Mittelalter, in: Zeitschrift der Gesellschaft für Schleswig-Holsteinische Geschichte (ZSHG), Bd. 24 (1894), S. 1–92.
- Der dithmarsische Chronist Johann Russe und seine Vorgänger. In: Zeitschrift der Gesellschaft für Schleswig-Holsteinische Geschichte. Bd. 29 (1899), S. 1–86 (Digitalisat).
- Jahresbericht über Landeskunde. In: Die Heimat. Monatsschrift des Vereins zur Pflege der Natur- und Landeskunde in Schleswig-Holstein, Hamburg und Lübeck. Bd. 9 (1899), Heft 6, Juni 1899, S. 116–121 (Digitalisat).
- Ein dithmarscher Bauernhof des 16. Jahrhunderts. In: Die Heimat. Monatsschrift des Vereins zur Pflege der Natur- und Landeskunde in Schleswig-Holstein, Hamburg und Lübeck. Bd. 11 (1901), Heft 7, Juli 1901, S. 125–129 (Digitalisat).
- Zur Topographie und Geschichte Dithmarschens, in: Zeitschrift der Gesellschaft für Schleswig-Holsteinische Geschichte, Bd. 27 (1897), S. 191–316.
- Zur Geschichte der Personennamen in Schleswig-Holstein. In: Die Heimat. Monatsschrift des Vereins zur Pflege der Natur- und Landeskunde in Schleswig-Holstein, Hamburg und Lübeck. Bd. 12 (1902), Heft 11, November 1902, S. 245–252 (Digitalisat).
- Zur Geschichte der Besiedelung Dithmarschens. In: Zeitschrift der Gesellschaft für Schleswig-Holsteinische Geschichte. Bd. 33 (1903), S. 113–188 (Digitalisat).
- Alte Ortsnamen der cimbrischen Halbinsel als Anhaltspunkt für die Stammeszugehörigkeit der Bewohner. In: Die Heimat. Monatsschrift des Vereins zur Pflege der Natur- und Landeskunde in Schleswig-Holstein, Hamburg und Lübeck. Bd. 13 (1903), Nr. 5, Mai 1903, S. 97–102 (Digitalisat).
- Zur Geschichte des Bistums Schleswig im 14. Jahrhundert. In: Zeitschrift der Gesellschaft für Schleswig-Holsteinische Geschichte. Bd. 36 (1906), S. 170–190 (Digitalisat).
- Menno Simonis in Holstein. In: Die Heimat. Monatsschrift des Vereins zur Pflege der Natur- und Landeskunde in Schleswig-Holstein, Hamburg und Lübeck. Bd. 17 (1907), Heft 5, Mai 1907, S. 101–104 (Digitalisat).
- Zur Geschichte des Bistums Schleswig. In: Zeitschrift der Gesellschaft für Schleswig-Holsteinische Geschichte. Bd. 38 (1908), S. 327–346 (Digitalisat).
- Zur Glockenkunde. In: Zeitschrift der Gesellschaft für Schleswig-Holsteinische Geschichte. Bd. 38 (1908), S. 347–354 (Digitalisat).
- Die Gründung des Klosters Itzehoe. In: Zeitschrift der Gesellschaft für Schleswig-Holsteinische Geschichte, Bd. 39 (1909), S. 253–262 (Digitalisat).
- Nächste Vorgeschichte der schleswig-holsteinischen Erhebung im März 1848. In: Die Heimat. Monatsschrift des Vereins zur Pflege der Natur- und Landeskunde in Schleswig-Holstein, Hamburg und Lübeck. Bd. 19 (1909), Heft 3, März 1909, S. 58–67 (Digitalisat), Heft 4, April 1909, S. 85–97 (Digitalisat).
- Zum elfhundertjährigen Jubiläum Itzehoes, in: Die Heimat, Bd. 20 (1910), S. 55–59.
- Anmerkung zu Detlef Detlefsen: Die Anfänge Itzehoes. In: Zeitschrift der Gesellschaft für Schleswig-Holsteinische Geschichte, Bd. 40 (1910), S. 325–337/339.
- Die erten Schauenburger in Holstein. In: Die Heimat. Monatsschrift des Vereins zur Pflege der Natur- und Landeskunde in Schleswig-Holstein, Hamburg und Lübeck und dem Fürstentum Lübeck. Bd. 21 (1911), Heft 2, Februar 1911, S. 29–37 (Digitalisat).
- Die europäische Diplomatie und die schleswigsche Frage im Jahre 1848. In: Die Heimat. Monatsschrift des Vereins zur Pflege der Natur- und Landeskunde in Schleswig-Holstein, Hamburg und Lübeck und dem Fürstentum Lübeck. Bd. 21 (1911), Heft 9, September 1911, S. 208–212 (Digitalisat), Heft 10, Oktober 1911, S. 232–235 (Digitalisat), Heft 11, November 1911, S. 257–261 (Digitalisat).
- Geschichte der Stadt Itzehoe, Itzehoe 1910.
- Die ersten Schauenburger in Holstein, in: Die Heimat, Bd. 21 (1911), S. 29–37.
- Über die landesherrlichen Einkünfte im 16. Jahrhundert. In: Zeitschrift der Gesellschaft für Schleswig-Holsteinische Geschichte. Bd. 41 (1911), S. 214–272 (Digitalisat).
- Zur Geschichte der dänischen Politik. In: Zeitschrift der Gesellschaft für Schleswig-Holsteinische Geschichte. Bd. 42 (1912), S. 253–371 (Digitalisat).
- Nachruf auf Detlef Detlefsen: Geheimrat Professor Dr. Detlef Detlefsen, in: Die Heimat, Bd. 22 (1912), S. 161–165.
- Kurze schleswig-holsteinische Landesgeschichte. Huwaldsche Buchhandlung, Flensburg 1912 OCLC 634891674.
- Das Wappen Itzehoes, in: Die Heimat, Bd. 22 (1912), Heft 4, April 1912, S. 103 (Digitalisat).
- Friedrich v. Reventlou. In: Schleswig-Holsteinischer Kunstkalender (1913), S. 55–60 (Digitalisat).
- Nachruf für Detlef Detlefsen: Geh. Regierungsrat Professor Dr. Detlef Detlefsen, † 21. Juni 1911, in: Zeitschrift der Gesellschaft für Schleswig-Holsteinische Geschichte, Bd. 43 (1913), S. 411–414 und Schriftenverzeichnis S. 414–418.
- Georg Waitz. Geboren am 9. Oktober 1813. In: Die Heimat. Bd. 23 (1913), Heft 10, Oktober 1913, S. 265–268 (Digitalisat).
- Bismarcks Stellung zur schleswig-holsteinischen Frage. In: Die Heimat, Bd. 25 (1915), Heft 4, April 1915, S. 70–75 (Digitalisat).
- Zur Geschichte der Ratsverfassung der holsteinischen Städte mit lübschem Recht. In: Die Heimat, Bd. 29 (1919), Heft 10, Oktober 1919, S. 145–148 (Digitalisat) und Heft 11, November 1919, S. 161–165.
- Zur neuesten Geschichte Schleswigs. In: Die Heimat. Bd. 31 (1921), Nr. 2, Februar 1921, S. 17–21 (Digitalisat).
- Schleswig-Holsteiner auf fernen Kriegsschauplätzen um 1700. In: Die Heimat. Bd. 31 (1921), Nr. 9, September 1921, S. 157–160 (Digitalisat).
- Flensburgs Geschichte. In: Schleswig-Holsteinisches Jahrbuch (1921), S. 58–62.
- Die Schweden und Russen in Dithmarschen 1713. In: Die Heimat. Bd. 33 (1923), Heft 1, Januar 1923, S. 10–14 (Digitalisat).
- Deutsches Bauerntum der Norseeküste im Kampf gegen Adel und Fürsten. In: Schleswig-Holsteinisches Jahrbuch (1923), S. 16–19.
- Knud Laward und Gerhard der Große. In: Schleswig-Holsteinisches Jahrbuch (1924), S. 44–47.
- Aus der ersten Zeit nach der Eroberung Dithmarschens. In: Zeitschrift der Gesellschaft für Schleswig-Holsteinische Geschichte. Bd. 54 (1924), S. 281–290 (Digitalisat).
- Aus alten Inventarien von Bürgerhäusern. In: Die Heimat. Bd. 35 (1925), Heft 5, Mai 1925, S. 108–112 (Digitalisat).
- Behördenorganisation und Verfassung Süderdithmarschens von 1559 bis 1867. In: Zeitschrift der Gesellschaft für Schleswig-Holsteinische Geschichte. Bd. 55 (1926), S. 184–287 (Digitalisat).
- Geschichte der Stadt Itzehoe, in: Heimatbuch-Kommission (Hrsg.), Heimatbuch des Kreises Steinburg, Bd. III, Glückstadt 1926, S. 3–32.